# ستيف ستايلي
ستيف ستايلي (Steve Staley) هو مؤدي أصوات أمريكي ولد في 25 أغسطس 1969 في دنفر، كولورادو.

## أدواره في الأنمي

### مسلسلات أنمي تلفزيونية
- ناروتو - نيجي هيوغا
- ناروتو شيبودن - نيجي هيوغا
- بليتش - هاروتوكي، شوهيه هيساغي, هيتسوغايا توشيرو
- كود غياس: لولوش المتمرد - شوغو أساهينا
- كود غياس: لولوش المتمرد R2 - شوغو أساهينا
- بوسو رينكين - كازوكي موتو
- هاجيمي نو إيبو - إيبو ماكونوتشي
- أرك ذا لاد - أرك
- فافنر في السماء الزرقاء - سوشي ميناشيرو
- X - كاموي شيرو
- أبطال الديجيتال الجزء الرابع - عامر
- أوتلو ستار - هاري مكدوغال
- سيريه نو موريبيتو - شوغا
- روروني كينشين - ساغارا سوزو
- هيت غاي جاي - دايسكي أورورا
- إيوريكا سفن - موندوغي
- تنجن توبا جورين لاجان - سيتوماندر
- سكرابد برنسس - كريستوفر أرمالايت
- ساموراي تشامبلو - يوكيمارو
- تنبو إيبون أياكاشي أياشي - موراساوا شينزابورو
- كيكايشي - تاتسومي مينو
- فامباير نايت - سنري شيكي
- وولفز راين - إيك
- كاوبوي بيبوب - لينت
- تسوكيهيمي - شيكي تونو
- التنين الأزرق - شاهين
- كيه - هيموري أكياما
- حفيد نوراريهيون - ميزومارو، ماميدانوكي, سينبا
- حفيد نوراريهيون: عاصمة العفاريت - ميزومارو، ماميرو كيكاين
- كيل لا كيل - هوكا إينوموتا

### أوفا أنمي
- البدلة المتنقلة جاندام: فريق م.س. رقم 08 - شيرو أمادا
- البدلة المتنقلة جاندام يونيكورن - باناجر لينكس

### أفلام أنمي
- فيلم بليتش: ميموريز أوف نوبودي - شوهيه هيساغي، هيتسوغايا توشيرو
- فيلم بليتش: ذا دياموند داست ريبيليون, هيورينمارو آخر - شوهيه هيساغي، هيتسوغايا توشيرو
- فاينل فانتسي 7 أدفنت تشيلدرن - كاداج
- ناروتو شيبودن: الفيلم - نيجي هيوغا
- فيلم ناروتو شيبودن: الروابط - نيجي هيوغا
- فيلم ناروتو شيبودن: إرادة النار - نيجي هيوغا

## أدواره في ألعاب الفيديو
- تيلز أوف ليجنديا - جاي
- تيلز أوف غريسز - هيوبرت أوزويل
- دراكنغارد 3 - شقيق ون
- ناروتو: ألتيميت نينجا - نيجي هيوغا
- ناروتو شيبودن: كيزونا درايف - نيجي هيوغا
- ناروتو شيبودن: ألتيميت نينجا ستورم ريفولوشن - نيجي هيوغا
- ناروتو شيبودن: ألتيميت نينجا ستورم 4 - نيجي هيوغا

## وصلات خارجية
- ستيف ستايلي على موقع IMDb (الإنجليزية)
- ستيف ستايلي على موقع قاعدة بيانات الفيلم (الإنجليزية)
- ستيف ستايلي على موقع ANN person (الإنجليزية)